# Монастир вірменських бенедиктинок (Львів)
Монастир вірменських бенедиктинок — колишній монастир, розташований у Вірменському кварталі Львова на вулиці Лесі Українки, 10. Споруджений у 1682 році, входить до ансамблю Вірменського катедрального собору і є важливим формотворчим елементом історичної забудови.
Будівля має стримане архітектурне вирішення з характерними рисами бароко, є пам'яткою архітектури місцевого значення. Нині у ній розташовані науково-реставраційні майстерні Національного музею у Львові ім. А. Шептицького та Львівської філії Науково-дослідного реставраційного центру України.

## Історія
Ділянки, на яких згодом постав монастир, вперше позначені на плані вірменського кварталу у рукописі Мартина Ґруневеґа (кінець XVI ст.) як чотири парцелі, що збігаються з сучасною забудовою. На цьому ж плані показано подвір’я між собором і тильними будинками кварталу.
Будівництво монастиря розпочалося у другій половині XVII ст., після появи у Львові вірмено-католицьких монахинь (1675–1676). За підтримки архієпископа Вартана Гунаняна черниці отримали у Вірменському кварталі ділянки для будівництва. Спорудження завершили 1682 року, а 1692 року орден вірменських бенедиктинок отримав папський дозвіл на діяльність.
Першими опікунами монастиря були настоятель храму Онуфрій Асланович та ігуменя латинських бенедиктинок Елеонора Казановська. 1733 року споруджено галерейний перехід із монастиря на хори храму.
Монастир неодноразово страждав від пожеж — у 1748, 1778 та 1872 роках. Після пожежі 1778 року його перебудували (1779), що остаточно сформувало вигляд Вірменського провулку. При монастирі діяла школа, яка з 1785 року стала публічною. За даними 1767 року, довжина фасаду становила 53 лікті.
Остання велика реконструкція відбулася у 1873 році під керівництвом будівничого Едмунда Келера, внаслідок якої будівля набула сучасного вигляду.
Після Другої світової війни монастир ліквідували, а в його приміщеннях розмістили науково-реставраційні майстерні.

## Архітектура
Будівля розташована у глибині подвір’я Вірменського провулку, північним фасадом виходить на вулицю Лесі Українки. Мурована з цегли, із вкрапленням білокам’яного мурування у цоколі та пивницях, прямокутна у плані, видовжена із заходу на схід, триповерхова з підвалом та внутрішнім подвір’ям.
У західній частині будинок з’єднаний галереєю з Вірменським собором. Головний вхід розташований у південно-східній частині, прохід до нього веде через арку від Вірменського провулку. З сусідніми будинками споруда пов’язана півкруглою аркою з датою «1779».
Планування відповідає типовій схемі монастирських комплексів XVII–XVIII ст.: келії та навчальні кімнати — вздовж коридорів, адміністративні та господарські приміщення — у західній частині. Коридори перекриті хрестовими склепіннями, у приміщеннях — хрестові та півциркульні перекриття з розпалубками, а також пласкі стелі.
В екстер’єрі простежуються риси бароко: наріжна і центральна частини фасаду від вулиці Лесі Українки акцентовані пілястрами з профільованими базами та карнизом. Нижній ярус відділений широкою горизонтальною тягою, верхній (1873) підкреслений вузьким профілем. Вікна прямокутні, без обрамлень. Західна частина фасаду має другий вхід (тепер зачинений), колишній для вихованок школи.
Між собором та будинком розташоване подвір’я, обмежене муром і металевою сіткою, нині озеленене. Арка входу з боку Вірменського провулку має півциркульну форму, рустоване обрамлення з гербовим картушем у замковому камені та бароковий фронтон із хрестом.